# Ариас, Джимми
Джеймс (Джимми) Ариас (англ. James 'Jimmy' Arias; род. 16 августа 1964, Буффало) — американский профессиональный теннисист, теннисный тренер и комментатор, бывшая пятая ракетка мира. Победитель Открытого чемпионата Франции (1981) в смешанном парном разряде, полуфиналист Открытого чемпионата США (1983) и победитель пяти турниров Гран-При в одиночном разряде.

## Игровая карьера
Джимми Ариас был вторым из четырёх детей и старшим сыном в семье иммигрантов. Его отец Антонио родился в Испании и с родителями эмигрировал на Кубу в ходе гражданской войны. Там он играл за национальную футбольную сборную и перед самой революцией уехал в США учиться в колледже. Мать Джимми, Франсиска, выросла в Германии и приехала в США в 26 лет. Когда Джимми исполнилось три года, отец начал учить его играть в футбол, и уже в пятилетнем возрасте мальчик играл в команде с 12-летними юношами. Примерно в это время Антонио Ариас увлёкся теннисом и приохотил к нему Джимми. Тот начал всерьёз заниматься теннисом в восьмилетнем возрасте. По его собственным словам, в это время теннисные тренировки занимали у него по десять часов в день. 
В десять лет Джимми дошёл до финала национального первенства в возрастной категории до 12 лет, обыграв по пути второго и третьего сеяных участников, а в 12 лет сумел взять пять геймов в тренировочном сете против двукратного обладателя Большого шлема Рода Лейвера. В дальнейшем Ариас осваивал теннисную игру в академии Ника Боллетьери. В 15 лет он стал самым молодым к тому времени теннисистом в профессиональном теннисном рейтинге, а на следующий год, в 1980 году — самым молодым игроком, выигравшим матч в основной сетке Открытого чемпионата США в одиночном разряде. В 1981 году 16-летний Ариас и 15-летняя Андреа Джегер стали победителями Открытого чемпионата Франции в смешанном парном разряде. Джегер и Ариас, посеянные восьмыми, обыграли по пути к титулу пятую и вторую сеяные пары. Родители настаивали, чтобы Джимми получил академическое образование до того, как начнёт профессиональную карьеру, но согласились на уговоры Боллетьери, который нашёл для своего ученика спонсорский контракт и агента.
В 18 лет Ариас вошёл в двадцатку сильнейших теннисистов мира, в 1982 и 1983 годах выиграв пять турниров Гран-при в одиночном разряде, включая Открытый чемпионат Италии. В 1983 году он также дошёл до полуфинала Открытого чемпионата США в одиочном разряде, проиграв там Ивану Лендлу (по словам самого Ариаса, из-за одного неудачного судейского решения по ходу матча), и к концу сезона вышел в рейтинге на шестое место, обеспечив себе участие в финальном турнире года, на который приглашались только лучшие теннисисты мира. К апрелю 1984 года Ариас достиг в рейтинге пятой позиции; вскоре после этого он пробился в четвертьфинал Открытого чемпионата Франции, где проиграл Джону Макинрою, а также был посеян под первым номером на показательном теннисном турнире Лос-Анджелесской Олимпиады. Там он уступил в полуфинале будущему чемпиону Стефану Эдбергу.
Однако карьера Ариаса, достигнув пика, когда ему было всего 19 лет (сам Джимми, в шутку цитируя своего отца, однажды сказал, что это произошло ещё раньше — в двенадцать), затем резко пошла на спад. Он на три месяца выбыл из соревнований с мононуклеозом, затем сменил хват ракетки и после этого фактически расстался со своим главным оружием — ударом открытой ракеткой. За 1985 год он ещё три раза доходил до финала турниров Гран-при, но за весь остаток игровой карьеры повторил этот результат всего четыре раза (в последний раз в 1991 году), а побед на турнирах больше не одерживал. Из пяти игр за сборную США в Кубке Дэвиса он проиграл четыре, в том числе в 1987 году обе встречи соперникам из Парагвая, в итоге победившим американскую команду с общим счётом 3:2. Ариас завершил игровую карьеру после Открытого чемпионата США 1994 года, в 30 лет, на 299-м месте в рейтинге.

### Игровой стиль
Главной чертой игрового стиля Джимми Ариаса был его форхэнд — удар открытой ракеткой. Его удар был очень размашистым, и сам он налетал на мяч одновременно с ударом, искупая невысокий рост и не слишком мощное телосложение. По воспоминаниям Ариаса, Ник Боллетьери, позанимавшись с ним некоторое время, начал прививать такой же стиль игры открытой ракеткой другим своим ученикам.
Ещё одной отличительной характеристикой игры Ариаса были его неизменное дружелюбие и доброжелательность. Он охотно обменивался шутками с соперниками и публикой даже в наиболее ответственных матчах.

## Финалы турниров Большого шлема, Гран-при и АТР за карьеру

### Одиночный разряд (5+11)
| Результат | №   | Дата             | Турнир                           | Покрытие | Соперник в финале    | Счёт в финале      |
| --------- | --- | ---------------- | -------------------------------- | -------- | -------------------- | ------------------ |
| Поражение | 1.  | 19 июля 1982     | Вашингтон, США                   | Грунт    | Иван Лендл           | 3-6, 3-6           |
| Поражение | 2.  | 12 сентября 1982 | Индианаполис, США                | Грунт    | Хосе Игерас          | 5-7, 7-5, 3-6      |
| Победа    | 1.  | 31 октября 1982  | Открытый чемпионат Японии, Токио | Грунт    | Доминик Бедель       | 6-2, 2-6, 6-4      |
| Победа    | 2.  | 15 мая 1983      | Флоренция, Италия                | Грунт    | Франческо Канчелотти | 6-4, 6-3           |
| Победа    | 3.  | 5 июня 1983      | Открытый чемпионат Италии, Рим   | Грунт    | Хосе Игерас          | 6-2, 6-7, 6-1, 6-4 |
| Поражение | 3.  | 11 июля 1983     | Вашингтон (2)                    | Грунт    | Хосе Луис Клерк      | 3-6, 1-6           |
| Поражение | 4.  | 18 июля 1983     | Бостон, США                      | Грунт    | Хосе Луис Клерк      | 3-6, 6-3, 0-6      |
| Победа    | 4.  | 1 августа 1983   | Индианаполис                     | Грунт    | Андрес Гомес         | 6-4, 2-6, 6-4      |
| Победа    | 5.  | 30 октября 1983  | Палермо, Италия                  | Грунт    | Хосе Луис Клерк      | 6-2, 2-6, 6-0      |
| Поражение | 5.  | 5 мая 1985       | Лас-Вегас, США                   | Хард     | Йохан Крик           | 6-4, 3-6, 4-6, 2-6 |
| Поражение | 6.  | 26 мая 1985      | Флоренция                        | Грунт    | Серхио Касаль        | 6-3, 3-6, 2-6      |
| Поражение | 7.  | 20 октября 1985  | Открытый чемпионат Японии        | Хард     | Скотт Дэвис          | 1-6, 6-7           |
| Поражение | 8.  | 26 апреля 1987   | Монте-Карло, Монако              | Грунт    | Матс Виландер        | 6-4, 5-7, 1-6, 3-6 |
| Поражение | 9.  | 1 мая 1988       | Чарлстон, Ю. Каролина, США (2)   | Грунт    | Андре Агасси         | 2-6, 2-6           |
| Поражение | 10. | 7 января 1990    | Аделаида, Австралия              | Хард     | Томас Мустер         | 6-3, 2-6, 5-7      |
| Поражение | 11. | 12 мая 1991      | Шарлотт, С. Каролина, США (3)    | Грунт    | Хайме Исага          | 3-6, 5-7           |

### Мужской парный разряд (0+1)
| Результат | №  | Дата            | Турнир                           | Покрытие | Партнёр    | Соперники в финале  | Счёт в финале |
| --------- | -- | --------------- | -------------------------------- | -------- | ---------- | ------------------- | ------------- |
| Поражение | 1. | 19 октября 1986 | Открытый чемпионат Японии, Токио | Хард     | Грег Холмс | Кен Флэк Мэтт Энгер | 2-6, 3-6      |

### Смешанный парный разряд (1+0)
Победа (1)
| Результат | №  | Дата        | Турнир                            | Покрытие | Партнёр       | Соперники в финале       | Счёт в финале |
| --------- | -- | ----------- | --------------------------------- | -------- | ------------- | ------------------------ | ------------- |
| Победа    | 1. | 7 июня 1981 | Открытый чемпионат Франции, Париж | Грунт    | Андреа Джегер | Бетти Стове Фред Макнейр | 7-6, 6-4      |

## Дальнейшая карьера
По окончании активной игровой карьеры Ариас, к этому времени женатый и отец шестилетней дочери, открыл собственную теннисную школу в Брейдентоне (Флорида) — там же, где когда-то учился у Боллетьери. Он также работает теннисным комментатором на каналах ESPN и Tennis Channel, прославившись своей едкими и безжалостными комментариями в ходе репортажей. Ариас периодически выступает в турнирах ветеранов.